# Mercury-Atlas 6
Mercury-Atlas 6 (MA-6) va ser una missió espacial tripulada realitzada per la NASA, l'agència espacials dels Estats Units. Com a part del Projecte Mercury, MA-6 va ser el primer intent amb èxit de la NASA per col·locar un astronauta en òrbita. La missió MA-6 va ser llançada el 20 de febrer de 1962. Va realitzar tres òrbites de la Terra, va ser pilotada per l'astronauta John Glenn, que es va convertir en el primer americà a orbitar la Terra. L'esdeveniment va ser nomenat Fita IEEE en el 2011.
La nau espacial Mercury, anomenada Friendship 7, es va dur a l'òrbita per un vehicle de llançament Atlas LV-3B enlairant-se de Launch Complex 14 a Cape Canaveral, Florida. Després de quatre hores i 56 minuts de vol, la nau espacial va reentrar en l'atmosfera terrestre, va amarar en l'oceà Atlàntic i va ser transportat amb seguretat a bord del USS Noa.

## Tripulació
| Posició | Astronauta                            | Astronauta                            |
| ------- | ------------------------------------- | ------------------------------------- |
| Pilot   | John H. Glenn, Jr Primer vol espacial | John H. Glenn, Jr Primer vol espacial |

### Tripulació de reserva
| Posició | Astronauta         | Astronauta         |
| ------- | ------------------ | ------------------ |
| Pilot   | M. Scott Carpenter | M. Scott Carpenter |